# 斉藤こず恵
斉藤 こず恵（さいとう こずえ、1967年〈昭和42年〉9月30日 - ）は、日本の女優（子役出身）・声優・ブルース歌手。東京都国分寺市、武蔵野市出身。プロダクション・エース所属。

## 来歴
1971年、3歳で劇団若草に入団。同期に坂上忍と杉田かおるがいた。また2014年の現在でも坂上忍とは幼馴染みとして親しく付き合っており、坂上のことは「しーちゃん」と呼んでいる。。
1974年にNHK総合で放送された朝ドラ『鳩子の海』で主人公・鳩子の少女時代を演じ、最高視聴率53.3%を記録し天才子役として一躍有名になる。1976年にはシングル「山口さんちのツトム君」が大ヒットする。当時は国分寺市立第六小学校2年在学中だった。
また同年にTBSドラマ『夜明けの刑事』第83話「山口さんちのツトム君誘拐事件」では、ツトム君 役の坂上忍と共演している。
中学生になり芸能活動を休止。藤村女子高等学校卒業後はテンプル大学ジャパンキャンパスに入学しアメリカに留学しニューヨーク州立大学に転校。1993年、在学中に教会の聖歌隊に参加したのを機に女優、ブルース歌手としてニューヨークでの活動も始める。しかしこの時に父親からの仕送りが無くなり、極貧生活を送るようになる。
1996年にニューヨークで数店舗の店を経営するアメリカ人の実業家と結婚し「玉の輿」として話題になったが、日本にいる家族の介護のため帰国。ストレスから激太りし、2000年に著書『太っていたっていいじゃない』を出版した。夫と離れ離れの生活が続き2002年に離婚。
雑誌やテレビのダイエット企画の仕事を立て続けに受け、体重97kgから1年半で42kgまで落とす非常に急激なダイエットも経験した。2004年、裏声が出ない状態が何か月も続き病院を受診したところ甲状腺がんと診断され、のどにメスを入れないレーザー治療を選択。抗がん剤の副作用で頭痛や吐き気に襲われ仕事がほぼできない状態が続き、日本の国民健康保険がなかったという経緯もあり7年間のがん治療で総額2,000万円以上かかったという。
劇団若草時代の同僚と演劇集団「Stinky Project」を立ち上げ、現在は食事療法を続けながら女優・声優・歌手として活動している。
2014年5月6日放送の『解決!ナイナイアンサー』（日本テレビ）で、隠し子だった自身の半生を初告白した。
2016年に開校した小中学生を対象にした声優養成所「YOUボイス・アクターズスタジオ」で水島裕らと共に講師を務めている。
2021年に22歳年下の会社員と再婚した。

## 出演（実写）

### 映画
- V.マドンナ大戦争（1985年、松竹富士） - 石岡里未 役

### テレビドラマ
- パパと呼ばないで 第34話「ラブレター事件」（1973年、日本テレビ） - たかしの妹 役
- 連続テレビ小説「鳩子の海」（1974年-1975年、NHK総合） - 主演・鳩子 役
- 花は花よめ 第3シリーズ（1974年、日本テレビ） - 清水あかね 役
- ありがとう 第4シリーズ（1974年、TBS）-大堀くみ子 役
- 剣と風と子守唄（1975年、日本テレビ / 三船プロ） - 小雪 役
- たんぽぽ（1975年 - 1976年、日本テレビ）
- 少年探偵団 第3・4話「影に笑う怪人1・2」（1975年、日本テレビ / 日本現代企画） - みどり 役
- ブラザー劇場「それ行け!カッチン」（1975年 - 1976年、TBS / 国際放映） - 主演・カッチン（高木和子）役
- 大江戸捜査網（12ch / 三船プロ）
  - 第203話「無残!! 父と娘の詩」（1975年） - おさき 役
  - 第255話「三味の音は殺しの調べ」（1976年） - おみつ 役
- 夜明けの刑事 （大映テレビ / TBS）
  - 第83話「山口さんちのツトム君誘拐事件」（1976年9月1日） - 島内かおり 役
  - 第94話「ショック!UFOに乗った少年」（1976年11月17日）　- ピン子 役
- 華麗なる刑事 第22話「嘘つき幸ちゃんの憧れ」（1977年、フジテレビ / 東宝） - 野本幸子 役
- 同心部屋御用帳 江戸の旋風III 第15話「左内の嫁さん」（1977年、フジテレビ / 東宝）
- ご存知!女ねずみ小僧 第25話「白い犬を探せ」（1977年、フジテレビ　/ C.A.L） - およね 役
- 新・座頭市 第2シリーズ 第8話「そこのけそこのけあんまが通る」（1978年、フジテレビ） - 琴姫 役
- 江戸プロフェッショナル・必殺商売人 第1話「女房妊娠主水慌てる」（1978年、朝日放送） - 美代 役
- 花々と星々と（1978年、NHK総合） - 犬養道子 役
- 水戸黄門（TBS / C.A.L）
  - 水戸黄門 第10部 第4話「仇討ち箱根馬子唄 -箱根-」（1979年） - お妙 役
  - 水戸黄門 第28部 第31話「大嘘小嘘・問答無用 -岩国-」（2000年）
- 大河ドラマ（NHK総合）
  - 「草燃える」（1979年） - 大姫（源頼朝長女）役
- 銭形平次 第692話「母恋道中」（1979年、フジテレビ / 東映） - おきみ 役
- 太陽にほえろ! 第406話「島刑事よ、さようなら」（1980年、日本テレビ / 東宝） - 大原マキ 役
- 江戸の用心棒 第13話「小さな女主人」（1981年、フジテレビ） - おゆみ 役
- 恋セヨ乙女シリーズ（2002年・2004年、NHK総合） - 中西春恵 役
- I Survived a Japanese Game Show(『ジャパニーズゲームショー「マジで!?」』・2008年、ABC{アメリカ}) - シーズン1&2ママさん役
- 浪花少年探偵団 第3話（2012年、TBS） - 畑中美枝子 役
- 月曜ゴールデン「探偵 左文字進16・他人になった女」（2013年、TBS） - 山中佐代子 役
- Q&A（2018年、テレビ朝日[11]） - 母親役

### テレビ番組
- コメディー公園通り「娘ひとりにパパ二人」（NHK総合）
- ギターをひこう（NHK教育） - アシスタント
- それゆけ!実験クイズ（フジテレビ）
- 真麻のドドンパッ!（BS日テレ）
- 有吉反省会（日本テレビ）
- しくじり先生 俺みたいになるな!!（テレビ朝日）
- ダイエット総選挙（TBS）
- ザ!世界仰天ニュース（日本テレビ）
- クイズ!脳ベルSHOW（BSフジ）
- 痛快TV スカッとジャパン（フジテレビ）

他多数

### CM
- ハウス食品 ポテトチップス「謹賀青春編」
- ポッカ BEACH BOY　※「V.マドンナ大戦争」とのタイアップ

### 舞台
- ラフィングライブ旗揚げ公演「パパ、アイ・ラブ・ユー!」（博品館劇場）
- ラフィングライブ第3回公演「キャッシュ・オン・デリバリー」（博品館劇場）
- 笑う朗読
- Cafe40 Baby☆ローテーション
- ミュージカル　少女コゼット
- ダウンライトの真贋
- 耳掻きお蝶
- ミュージカル　ビッグ・レディース・クラブ
- 十文字鶴子奮戦記
- 夏の終わりに
- フォトグラフ
- 他多数

## 出演（声優）
太字はメインキャラクター。

### テレビアニメ
2017年
- 僕の彼女がマジメ過ぎるしょびっちな件（受付のおばちゃん）

2018年
- HUGっと!プリキュア（女性客）
- 銀魂.（洋服屋のお婆さん）
- やがて君になる（親戚）
- 爆釣バーハンター（おばさん）

2019年
- 彼方のアストラ（女性記者）

2020年
- ソマリと森の神様（占い師）
- 呪術廻戦（看護師）

2021年
- ゾンビランドサガ リベンジ（おばちゃん、町子）
- takt op.Destiny（コリンズ夫人）

2022年
- ユーレイデコ（オバア）
- 4人はそれぞれウソをつく（宇宙ブタの司会者）
- チェンソーマン（永遠の悪魔）

2023年
- 天国大魔境（竹内）

2024年
- 烏は主を選ばない（女房、東家の女房）
- 妻、小学生になる。（客）

2025年
- まったく最近の探偵ときたら（おばあさん）

### 劇場アニメ
- 金の国 水の国（2023年）
- デッドデッドデーモンズデデデデデストラクション（2024年、メスゴリラ） - 前章

### Webアニメ
- 日本沈没2020（2020年、難民P）
- Shenmue the Animation（2022年、原崎のお婆ちゃん、秀玉、李桂香）

### ゲーム
- モンスターストライク（2022年、永遠の悪魔）
- 共闘ことばRPG コトダマン（2023年、永遠の悪魔[12]）

### 吹き替え

#### 映画（吹き替え）
2017年
- キリング・ファミリー 殺し合う一家
- ザッツ・ファビュラス!
- 手紙は憶えている（ポーラ〈キム・ロバーツ〉）

2018年
- ドリーム（ドロシー・ヴォーン〈オクタヴィア・スペンサー〉）
- ベイビー・ドライバー（車の老女）
- ジュマンジ/ウェルカム・トゥ・ジャングル（マザーズ先生）
- アナベル 死霊人形の誕生
- シックス・バルーン
- マーティン/呪われた吸血少年（ベリーニ夫人〈キャロル・マクロスキー〉）

2019年
- クレメンシー（ヴィクターの母〈アルマ・マルティネス〉）
- ホリデイ・イン・ザ・ワイルド
- 摩天楼はバラ色に（ジーン〈キャロル・アン・スージー〉）※Netflix版

2020年
- ソニック・ザ・ムービー（レイチェル〈ナターシャ・ロスウェル〉）
- ナイト・オブ・シャドー 魔法拳（チュウ夫人〈キングダム・ユン〉）
- パラサイト 半地下の家族（ムングァン〈イ・ジョンウン〉）※ソフト版
- ミッドサマー（イルマ）
- ワンダーウーマン 1984（犬と散歩する女性）
- ファタール（デリックの母〈デニーズ・ダウス〉）
- ハリエット（リット・ロス〈ヴァネッサ・ベル・キャロウェイ〉）
- フランクおじさん（母親〈マーゴ・マーティンデイル〉）

2021年
- 星の王子 ニューヨークへ行く2（リビア〈ルネル〉）
- 魔女がいっぱい（おばあちゃん〈オクタヴィア・スペンサー〉）
- 呪われた老人の館
- 社会から虐げられた女たち
- パワー・オブ・ザ・ドッグ
- ドント・ルック・アップ
- Tick, tick... BOOM! : チック、チック…ブーン!

2022年
- でっかくなっちゃった赤い子犬 僕はクリフォード（受付係）
- ソニック・ザ・ムービー/ソニック VS ナックルズ（レイチェル〈ナターシャ・ロスウェル〉）
- 運命の扉
- タイラー・ペリー マデアのホームカミング（バム〈キャッシ・デイヴィス〉）
- ノエルの日記
- パーフェクト・ペアリング

2023年
- アントマン&ワスプ:クアントマニア（赤毛の女性）

2024年
- シャーリー・チザム（ベティ・フリーダン）
- ソニック×シャドウ TOKYO MISSION（レイチェル〈ナターシャ・ロスウェル〉）
- タイラー・ペリー マデアのリゾート婚（バム〈キャッシ・デイヴィス〉）

#### ドラマ
- Empire 成功の代償（2015年、ベッキー〈ガボレイ・シディベ〉[注 2][28]）
- エレメンタリー ホームズ&ワトソン in NY 3（2015年[29]）
- 雲が描いた月明り（2017年、キム尚宮[30]）
- ブラックライトニング（2018年、レディ・イヴ〈ジル・スコット〉）
- ウェンズデー（2022年）

#### アニメ
- 爆走ナマケモノ!フリーキー（2019年、ピストン先生）
- アダムス・ファミリー（2020年）
- プレイモービル マーラとチャーリーの大冒険（2021年、グリナラ[31]）

## ラジオ番組
- ヒデキとこず恵の楽しいデート（1975年10月 - 1980年3月、文化放送）西城秀樹とのトーク番組
- エフエムむさしの　パーソナリティー
- 松村邦洋のOH-!邦自慢（2023年6月3日・10日、山口放送）ゲスト出演

## 音楽
全作品、日本フォノグラム / フィリップスから発売。

### シングル
| A面                          | B面                   | 発売年 | 規格品番 | 備考 |
| ---------------------------- | --------------------- | ------ | -------- | --- |
| 日本よ日本（ド・ドンがドン） |                       |        | FS-1814  | 『鳩子の海』サウンドトラック。夏八木勲、藤田美保子が声で参加 B面はインストゥルメンタル                           |
| おにいちゃん                 |                       |        | FS-1819  | 『花は花よめ』挿入歌 B面は江藤潤の「結婚通知の夢」                                                               |
| 小雪のわらべうた             | 父恋いのうた          |        | FS-1826  | 『剣と風と子守唄』挿入歌                                                                                         |
| ミス町内会子供の部           | ポンポコ山のタヌ子    | 1975年 | FS-1852  | |
| 山口さんちのツトム君         | ポンポコ山のタヌ子    | 1976年 | FS-2024  | 『みんなのうた』より                                                                                             |
| ひよこのヒーとピー           | マンボ・カバ          | 1977年 | FS-2072  | |
| わたしたちの場合             | ねこずみってニャンだ? |        | FS-2093  | 「斉藤こず恵&ゆかり」名義                                                                                        |
| だるまさんがころんだ         |                       | 1978年 | FS-2113  | 「斉藤こず恵&ゆかり」名義。『みんなのうた』より ジャケットイラストは矢口高雄 B面は斉藤ゆかりのソロ曲「ずる休み」 |

### コンピレーション
- ぼくらきょうだいてんとう虫（『てんとう虫の歌』主題歌。堀江美都子のカバー）
- げんこつ山のたぬきさん
  - 2曲とも1975年発売のLP『人気テレビ・マンガ主題歌』（日本フォノグラム / フィリップス FX-8103）に収録、上記のLP『山口さんちのツトム君』にも収録された。

## 著書
- 『太っていたっていいじゃない』（小学館文庫、2000年11月） - ISBN 978-4-09-417511-0
- 『斉藤こず恵式完全ダイエット―太っているのは、もうヤメた!』（エムウェーブ、2002年2月） - ISBN 978-4-901219-30-3